# دومينيك بيس
دومينيك بيس (بالإنجليزية: Dominic Pace)‏ هو فيلسوف مالطي، ولد في 17 ديسمبر 1851 في بيرجو في مالطا، وتوفي بنفس المكان في 29 يونيو 1907.